# Anthony B
Anthony B, właśc. Keith Anthony Blair (ur. 31 marca 1976 w Clark’s Town) – jamajski wokalista, wykonawca muzyki reggae i dancehall.

## Życiorys
Urodził się w niewielkim miasteczku Clark’s Town w regionie Trelawny. Dorastał w bardzo religijnej rodzinie (jego babka była protestantką, zaś matka należała do Kościoła Adwentystów Dnia Siódmego). Już od najmłodszych lat zdobywał pierwsze szlify muzyczne, śpiewając w kościelnym i szkolnym chórze. Będąc uczniem szkoły średniej zadebiutował na scenie jako singjay lokalnego soundsystemu Shaggy Hi-Power. Jego największym muzycznym idolem młodości, oprócz Boba Marleya, był przede wszystkim Peter Tosh – inspiracji jego wokalem i przesłaniem można doszukać się w całej późniejszej twórczości Anthony’ego.
Jako nastolatek zdecydował się zostać członkiem ruchu Rastafari i dołączył do domu Bobo Ashanti. Decyzja ta nie została najlepiej przyjęta przez rodzinę – Anthony odmówił porzucenia nowej religii i w wieku 16 lat opuścił dom rodzinny, przeprowadzając się do mieszkania wuja i ciotki w Portmore na przedmieściach stolicy kraju, Kingston. Tam poznał kilku sławnych i doświadczonych DJ-ów (takich jak Determine, Mega Banton, Ricky General i Terror Fabulous) oraz wydał swój pierwszy singel pt. „The Living Is Hard”. Jednak prawdziwym przełomem w karierze młodego rastamana okazała się być znajomość z producentem Richardem „Bello” Bellem, który szybko poznał się na jego nieprzeciętnym talencie wokalnym i postanowił w niego zainwestować. Nakładem założonej przez siebie wytwórni Star Trail Records wydał kilka singli Anthony’ego: utwory takie jak „Raid Di Barn”, „Fire Pon Rome” czy „Repentance Time” w niedługim czasie podbiły serca słuchaczy. Szybko zdobyta popularność zaowocowała wydaniem w październiku 1996 roku debiutanckiej płyty So Many Things (w Europie album ukazał się pod nazwą Real Revolutionary).
Krążek zebrał znakomite recenzje, zaś kariera Anthony’ego nabrała tempa. Wbrew panującej w latach 90. w jamajskim dancehallu modzie na utwory „slacknessowe” (czyli o tematyce zbliżonej do naszego disco polo), najczęściej podejmował w swoich utworach tematy związane z religią lub problemami społecznymi, jak również ostro krytykujące polityków, niesprawiedliwość, nietolerancję i zło w ogóle (tzw. conscious ragga). Od tego czasu wydał ponad 20 solowych płyt oraz niemal drugie tyle wspólnych albumów z innymi sławami sceny reggae/dancehall (m.in. z Sizzlą, Capletonem, Turbulencem, Luciano i Juniorem Kellym).
17 listopada 2007 roku Anthony B wystąpił we wrocławskiej Hali Ludowej podczas IV edycji festiwalu One Love Sound Fest na swoim pierwszym koncercie w Polsce (godny zauważenia jest fakt, iż przyleciał on z Jamajki specjalnie na tę okazję – był to jego jedyny w tamtym roku występ w Europie). Po raz drugi odwiedził Polskę podczas swojej europejskiej trasy koncertowej w roku 2011, występując w gdyńskim klubie Ucho (5 lipca), warszawskim klubie Kingston (6 lipca) oraz wrocławskim klubie Alibi (7 lipca). 11 sierpnia 2012 roku wystąpił podczas 12. edycji Ostróda Reggae Festivalu. 19 sierpnia 2017 roku wystąpił na festiwalu Regałowisko organizowanym w Bielawie od 1999 roku.